# Securities Industry and Financial Markets Association
Die Securities Industry and Financial Markets Association (SIFMA, deutsch: Wertpapier-Industrie- und Finanzmarkt-Vereinigung) ist ein US-amerikanischer Wirtschaftsverband, der seit 2006 die Interessen von Banken, Finanzdienstleistern und Vermögensverwaltungen vertritt.
SIFMA ging aus der Bond Market Association und der Securities Industry Association hervor. Nach der Finanzkrise ab 2007 werden noch Büros in Washington, D.C. und New York City betrieben.

## Zielsetzung
Ziel des Verbandes ist die Beeinflussung der Finanzpolitik im Sinne der Mitglieds-Unternehmen, etwa durch das Hinwirken auf Deregulierung und Steuernachlässe.

### Lobbying
Das Political Action Committee  stand 2006 unter den 25 größten Spendern an den Wahlkampf der Präsidentschaftswahl in den Vereinigten Staaten 2008.

### Unternehmensberatung
Der Verband vermittelt Unternehmensberater und deren Expertise an und für Mitglieder, etwa den ehemaligen NSA-Direktor Keith Alexander.